# ГЕС Шімокоторі
ГЕС Шімокоторі (下小鳥発電所) — гідроелектростанція в Японії на острові Хонсю. Використовує ресурс із річки Одорі, лівої притоки Міягави, яка в свою чергу є лівим витоком річки Дзиндзу, що в місті Тояма впадає до затоки Тояма (Японське море).

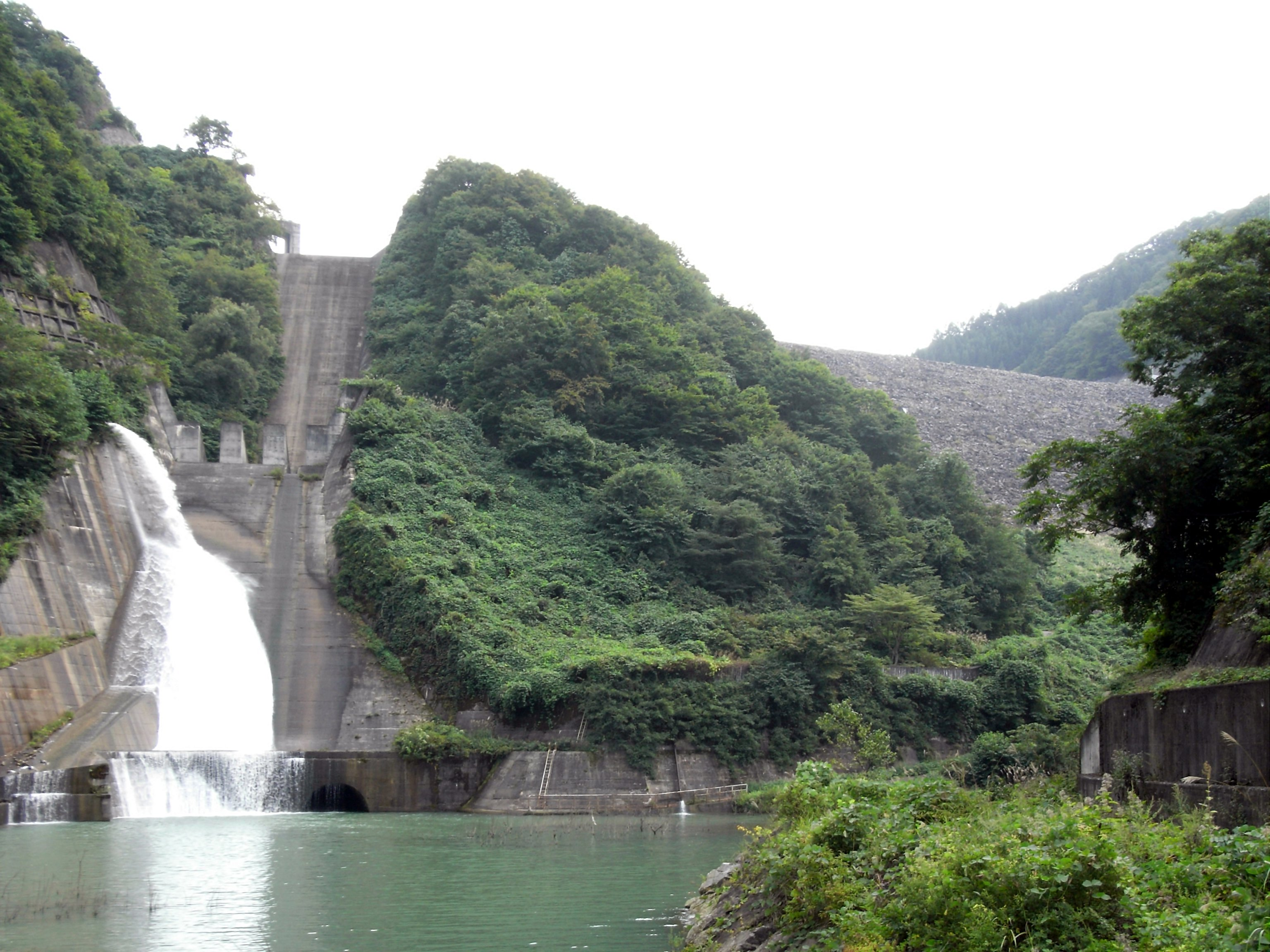
Гребля Шімокоторі

У межах проекту річку перекрили кам'яно-накидною греблею висотою 119 метрів, довжиною 289 метрів та товщиною від 11 (по гребеню) до 500 (по основі) метрів, яка потребувала 3,5 млн м3 матеріалу. Вона утримує водосховище з площею поверхні 2,69 км2 і об'ємом 123 млн м3 (корисний об'єм 95 млн м3), в якому припустиме коливання рівня між позначками 655 та 702 метри НРМ.
Зі сховища під правобережним масивом прокладено дериваційний тунель довжиною 8,5 км з діаметром 4,7 метра, який переходить у напірний водовід завдовжки 0,7 км зі спадаючим діаметром від 4 до 2,5 метра. Крім того, в системі працює вирівнювальний резервуар висотою 77 метрів з діаметром 8 метрів.
Основне обладнання станції становить одна турбіна типу Френсіс потужністю 146 МВт (номінальна потужність станції вважається 142 МВт), яка використовує напір у 251 метр.
Відпрацьована вода по тунелю довжиною 0,6 км з діаметром 5,1 метра відводиться до Інагоє, правої притоки Одорі.